# Sint-Annakamp
Sint-Annakamp is een woonwijk in het stadsdeel Blerick in de gemeente Venlo in de Nederlandse provincie Limburg.
De wijk telt 3110 inwoners (2006 CBS). De wijk verbindt Blerick met Hout-Blerick en staat vooral bekend om de vier woonflats De Molenbossen en de voormalige flat Vleugelflat Annakamp (oftewel De Knoepert). De Knoepert is aan het begin van de 21e eeuw vervangen door de woonwijk Zonneveld.

## Straatnamen
De straten in de wijk Sint-Annakamp zijn vernoemd naar de stadhouders van Venlo tussen 1543 en 1637. Bij het Traktaat van Venlo in 1543 werd Gelre afgestaan aan de Habsburgse heerser Karel V. Vanaf dat moment maakte Gelre deel uit van de Habsburgse Nederlanden
| Straatnaam                                | Postcode         | Periode   | Achtergrond |
| ----------------------------------------- | ---------------- | --------- | --- |
| Stadhoudersstraat                         | BE, BG, CZ       | -         | - |
| Stadhouders in dienst van de Habsburgers: |                  |           | |
| René van Chalonstraat                     | BV, BW, BX en BZ | 1543-1544 | Vernoemd naar René van Chalon; vanaf 1543 stadhouder van Gelre. Vanaf 1530 was hij prins van Oranje. |
| Willem de Zwijgerstraat                   | EA, EB, EC en ED | 1544-1555 | Vernoemd naar Willem van Oranje; speelde een sleutelrol speelde in de grondlegging van de hieruit ontstane Republiek der Zeven Verenigde Nederlanden. Volgde René van Chalon na zijn dood in 1544 op als prins van Oranje. Filips van Lalaing volge René van Chalon op als stadhouder van Gelre in de periode 1544-1555. |
| Graaf van Hornestraat                     | BA en BB         | 1555-1560 | Vernoemd naar Filips van Montmorency; een krijgs- en staatsman in de Habsburgse Nederlanden vlak voor het begin van de Tachtigjarige Oorlog. |
| Karel van Brimeaustraat                   | CA               | 1560-1572 | Vernoemd naar Karel van Brimeu; stadhouder van Gelre en Zutphen en (vanaf 1568) van Friesland, Groningen, Drenthe, Overijssel en Lingen. |
| Landvoogden                               |                  |           | |
| Hertog Alvastraat                         | CK en CL         | 1567-1573 | Vernoemd naar Fernando Álvarez de Toledo y Pimentel; een Spaanse generaal en landvoogd van de Nederlanden aan het begin van de Tachtigjarige Oorlog. |
| Requesensstraat                           | CM en CN         | 1573-1576 | Vernoemd naar Luis de Zúñiga y Requesens; een Spaans legeraanvoerder en landvoogd van de Habsburgse Nederlanden ten tijde van de Tachtigjarige Oorlog. |
| Alexander van Parmastraat                 | CG, CH en CJ     | 1578-1592 | Vernoemd naar Alexander Farnese; een Spaans veldheer, landvoogd van de Nederlanden (1578-1592). |
| Graaf van Mansfeldstraat                  | CB en CC         | 1592-1594 | Vernoemd naar Peter Ernst I van Mansfeld; bevelhebber in het Spaanse Leger van Vlaanderen en van 1592 tot 1594 was hij waarnemend landvoogd van de Spaanse Nederlanden . |
| In dienst van de Staten-Generaal:         |                  |           | |
| Prins Mauritsstraat                       | AV, AW, AX en AZ | 1590-1625 | Vernoemd naar Maurits van Oranje; stadhouder en legeraanvoerder van de Republiek der Zeven Verenigde Nederlanden. |
| Frederik Hendrikstraat                    | BJ - BT          | 1625-1647 | Vernoemd naar Frederik Hendrik van Oranje; stadhouder, kapitein-generaal en admiraal-generaal van de Republiek der Zeven Verenigde Nederlanden. |
| Graaf Hendrik van de Bergstraat           | CD en CE         | 1618-1637 | Vernoemd naar Hendrik van den Bergh; een Nederlands militair in Spaanse dienst tijdens de Tachtigjarige Oorlog. Hij was stadhouder van Spaans Opper-Gelre voor de koning van Spanje |